# Simulium mazzottii
Simulium mazzottii es una especie de insecto del género Simulium, familia Simuliidae, orden Diptera.
Fue descrita científicamente por Diaz Najera, 1981.